# Évegnée-Tignée
Évegnée-Tignée (wa. Evgnêye-Tegnêye) – dzielnica (section) gminy Soumagne w Belgii, w Regionie Walońskim, w prowincji Liège, w okręgu Liège. 1 stycznia 2020 roku liczyła 860 mieszkańców. Do 31 grudnia 1976 r. samodzielna gmina. Powstała 1 stycznia 1949 r. w wyniku połączenia gminy Évegnée z gminą Tignée.

## Demografia
Liczba mieszkańców, stan na 1 stycznia:
| Rok                | 1930 | 1947 | 1961 | 2020 |
| ------------------ | ---- | ---- | ---- | ---- |
| Liczba mieszkańców | 434  | 380  | 371  | 860  |